# Aztekium ritteri

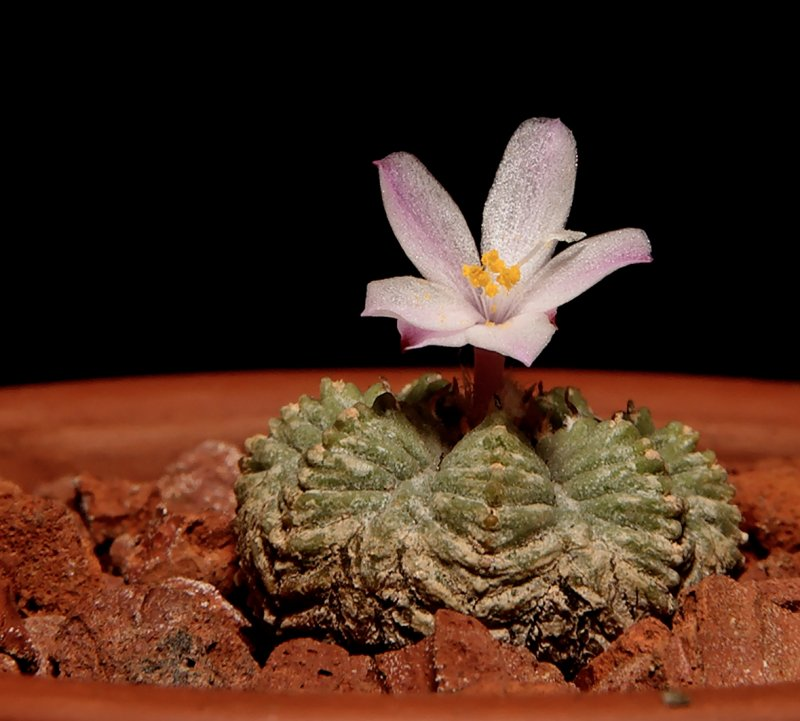
Blüten

Aztekium ritteri ist eine Pflanzenart aus der Gattung Aztekium in der Familie der Kakteengewächse (Cactaceae). Das Artepitheton ritteri ehrt den deutschen Kakteenspezialisten Friedrich Ritter.

## Beschreibung
Aztekium ritteri wächst anfangs einzeln mit olivgrünen, fast kugelförmigen bis kugelförmigen Körpern, die später sprossen und Gruppen bilden. Sie erreichen Wuchshöhen von 1 bis 3 Zentimetern und Durchmesser von 2 bis 6 Zentimetern. Die 6 bis 11 an den Kanten gerundeten Rippen besitzen auf ihren Flanken zahlreiche Fältchen. Die Rippen sind 5 bis 9 Millimeter hoch und 3 bis 10 Millimeter breit. Die oft kurzlebigen ein bis zwei Dornen sind häufig gebogen oder verdreht.
Die weißen Blüten besitzen einen mehr oder weniger rosafarbenen Mittelstreifen und erreichen Durchmesser von 7 bis 14 Millimetern.

## Systematik, Verbreitung und Gefährdung
Aztekium ritteri ist in der Sierra Madre Oriental im mexikanischen Bundesstaat Nuevo León verbreitet, wo sie auf Kalkstein- und Gips-Felsen wächst.
Die Erstbeschreibung als Echinocactus ritteri durch Friedrich Bödeker wurde 1928 veröffentlicht. Ein Jahr später stellte Bödeker sie in die von ihm neu aufgestellte Gattung Aztekium.
Aztekium ritteri wird in Anhang I des Washingtoner Artenschutz-Übereinkommen geführt. In der Roten Liste gefährdeter Arten der IUCN wird die Art als „Least Concern (LC)“, d. h. als in der Natur nicht gefährdet, eingestuft.

## Nachweise